# Bischler-Napieralski-reactie
De Bischler-Napieralski-reactie is een organische reactie, genoemd naar August Bischler en Bernard Napieralski, die ze in 1893 ontdekten aan de Universiteit Zürich. Tijdens de reactie wordt een N-acyl-β-arylethylamine gedehydreerd tot de corresponderende heterocyclische verbinding.
Veelal wordt fosforoxychloride gebruikt als dehydrator, in sommige gevallen ook fosforpentachloride of zinkchloride.

## Isochinoline-derivaatsynthese
De Bischler-Napieralski-reactie wordt specifiek gebruikt voor het synthetiseren van isochinoline-derivaten, zoals papaverine. Hierbij wordt een β-fenylethylamine geacetyleerd en cyclisch gedehydrateerd door een lewiszuur, zoals fosforpentaoxide of fosforylchloride. Het resulterende 1-gesubstitueerde 3,4-dihydroisochinoline kan vervolgens gedehydrogeneerd worden met behulp van palladium. Aan dergelijke reacties wordt veelal de specifieke term Bischler-Napieralski-isochinolinesynthese gegeven. Hieronder staat een dergelijke algemene reactie afgebeeld: